# Sjöbo göl (Järeda socken, Småland)
Sjöbo göl är en sjö i Hultsfreds kommun i Småland och ingår i Emåns huvudavrinningsområde. Sjöns area är 0,01 kvadratkilometer och den befinner sig 146 meter över havet.